# Anthrax flavus
Anthrax flavus är en tvåvingeart som först beskrevs av Sack 1909.  Anthrax flavus ingår i släktet Anthrax och familjen svävflugor. Inga underarter finns listade i Catalogue of Life.